# Штефан Чобану
Штефан Чобану (рум. Ștefan Ciobanu; 11 листопада 1883, Талмаза, Аккерманський повіт, Бессарабська губернія — 28 лютого 1950, Бухарест) — румунський та бессарабський історик, державний діяч, педагог, професор, академік, віце-президент Румунської Академії (1944—1948).

## Життєпис
Син землевласника із Бессарабії. 

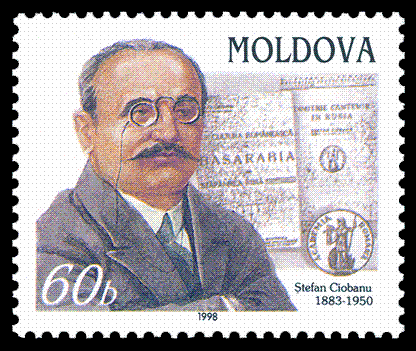
Марка Молдови, присвячена Штефану Чобану. 1998 р.

1907—1911 – навчався на відділі славістики філологічного факультету Київського університету святого Володимира у Києві. Учень В. Перетца.
Стажувався у Санкт-Петербурзі та Москві. Проводив дослідження документів з історії румунської літератури в архівах України, Московії та Польщі. 
1912—1914 – вчителював у одній із шкіл Житомира.
1917 – повернувся до Бессарабії, де працював вчителем у Болграді.
На хвилі революційних подій був обраний до Державної ради і Керівний комітет Парляменту Бессарабії, де, завдяки освіті, був призначений Міністром освіти у першому керівництві Молдавської демократичної республіки П. Ерхана (1917—1918), потім —Д. Чугуряну та П. Казаку (1918), міністром у справах релігії та мистецтва у керівництві Тетереску (1940). Прихильник введення румунської мови у школах Бессарабії. 
1926—1938 – займав посаду професора на катедрі румунської історії літератури, читав лекції у Молдавському державному університеті і Бухарестському університеті. 
З 1918 — дійсний член Румунської Академії і її віце-президент з 1944—1948 рр. З 1919 — член департаменту історичних пам’яток Бессарабії, з 1927 — його голова.

## Творчість
Автор низки праць, присвячених давньо-румунській літературі, культурі, історії і демографії Бессарабії. Його ранні роботи з’явилися у 1912 в Москві, Санкт-Петербурзі, Варшаві, Києві, потім — провів чисельні дослідження у царині історії румунської літератури. Головні публікації цінних літературних документів «Дослідження давньої румунської літератури», були опубліковані ним у збірці Румунської академії у 1947.

## Обрані праці
- La continuité roumaine dans La Bessarabie, annexée en 1812 par la Russie. Bull. de la Section Historique de l’Academie Roumaine, nr. 1/1920
- Cultura românească în Basarabia sub stăpânirea rusă. Chișinău, 1923
- Biserici vechi din Basarabia. Din bibliotecile rusești. Anuarul Comisiei Monumentelor istorice. Secția Basarabia. Chișinău, 1924
- Chișinăul (monografie). Chișinău, 1925
- Dimitrie Cantemir în Rusia, Cultura Naţională, Bucuresti, 1925
- Basarabia. Monografie sub îngrijirea lui Ștefan Ciobanu. Chișinău, 1926
- Cetatea Tighina// Anuarul Comisiunii monumentelor istorice. Secția Basarabia. Chișinău, 1928
- Documente din Basarabia (În colaborare cu P. Visarion, Șt. Berechet; C. Tomescu, L.T. Boga), vol.1 −2, Chișinău, 1928 −1938
- Unirea Basarabiei. Studiu și documente cu privire la mișcarea națională din Basarabia la anii 1917—1918. București, 1929
- Mânăstirea Țigănești. Chișinău, 1931
- Din istoria mișcării naționale în Basarabia. Chișinău, 1933
- Din legăturile culturale romano-ucrainene: Ioannichie Galeatovschi si literatura româneasca veche, Imprimeria Naţională, Bucuresti,1938
- Inceputurile Scrisului in Limba Romaneasca, Imprimeria Nationala, Bucuresti, 1941
- Introducere in Istoria Literaturii Române vechi: Orientari Metodologice, Casa Scoalelor, 1944
- La Bessarabie. Sa population, sont passé, sa culture. Bucharest, 1941; Ed. rom.: Basarabia. Populația, istoria, cultura. Chișinău, Ed. Știința, 1992
- Un document inedit din timurile lui Ștefan cel Mare. Revista Istorică Română, vol. XIY, fasc. I, 1944
- Domnitorul Moldovei Petru Rareș în literatura rusă veche. Revista istorică Română, vol. XIY, fasc. III, 1945
- Istoria Literaturii Române Vechi,Imprimeria Nationala, Bucuresti, 1947; Editura Eminescu, Bucuresti, 1989, ISBN 973-22-0018-9